# Tuusula
Tuusula [ˈtuːsulɑ] (schwed. Tusby) ist eine Gemeinde im Süden Finnlands. Sie hat 40.384 Einwohner (Stand 31. Dezember 2022) und liegt am Tuusulanjärvi-See in der Landschaft Uusimaa nördlich der Hauptstadt Helsinki.

## Geographie
Tuusula liegt am Tuusulanjärvi-See in der südfinnischen Landschaft Uusimaa. Nachbarstädte und -gemeinden sind Vantaa im Süden, Nurmijärvi im Westen, Hyvinkää, Järvenpää und Sipoo im Nordosten und Kerava im Osten. Helsinki liegt 28 km südlich. Tuusula gehört zur Region Helsinki und ist eng mit der Hauptstadt verbunden.
Die Fläche Tuusulas beträgt 225,49 km². Die Gemeinde hat drei Siedlungszentren: Der größte Ort und Sitz der Gemeindeverwaltung ist das am Südende des Tuusulanjärvi gelegene Hyrylä mit 19.500 Einwohnern, in Jokela leben 5300 und in Kellokoski 4300 Menschen. Die restlichen 4400 verteilen sich auf die ländlichen Gebiete außerhalb der Siedlungszentren.

## Geschichte
1643 wurden die Dörfer im Umkreis des Tuusulanjärvi, den man damals noch Kaukjärvi nannte, zur Kapellengemeinde Tuusula zusammengeschlossen. Zuvor hatten sie größtenteils zum Kirchspiel Sipoo, zu einem kleineren Teil zu Helsinge (dem heutigen Vantaa) und Nurmijärvi gehört. Ursprünglich war Tuusula größer als heute: 1924 wurde Kerava als Marktflecken selbstständig, 1950 wurde der zwischen Tuusula, Kerava und der Landgemeinde Helsinki (dem heutigen Vantaa) geteilte Ort Korso gänzlich der Landgemeinde Helsinki zugeschlagen und 1951 wurde Järvenpää ebenfalls zu einem eigenständigen Marktflecken.
Während des Krimkrieges (1853–1856) wurden in Hyrylä russische Truppen stationiert (Finnland war zu jener Zeit ein Bestandteil des Russischen Reiches). Nach dem Krieg wurde der Stützpunkt in eine dauerhafte Garnison umgewandelt, um die herum sich eine Siedlung entwickelte. Anfang des 20. Jahrhunderts entstand für die russischen Soldaten eine orthodoxe Kirche, die 1958 abgerissen wurde. Nachdem Finnland 1917 unabhängig geworden war, übernahmen die finnischen Streitkräfte die Garnison. Von 1957 bis zur Schließung des Stützpunktes 2007 war in Tuusula das Flugabwehrregiment Helsinki stationiert.
Der Ort Kellokoski wuchs im 19. Jahrhundert um eine 1795 gegründete Eisenhütte herum. Anfang der 1980er Jahre wurde die Produktion eingestellt. Jokela, das dritte Siedlungszentrum der Gemeinde, entstand hingegen, nachdem 1862 die Eisenbahnstrecke Helsinki-Hämeenlinna eröffnet wurde. 1874 wurde in Jokela eine Ziegelfabrik eröffnet, die zum Wachstum des Ortes beitrug.
Nachdem Tuusula an das Eisenbahnnetz angebunden war, begannen gutbetuchte Einwohner der Hauptstadt an den Ufern des Tuusulanjärvi Villen zu errichten. Nachdem bereits der finnische Nationaldichter Aleksis Kivi seine letzten Lebensmonate in einer kleinen Hütte, die seinem Bruder Albert Stenvall gehörte, in Syvälahti am Tuusulanjärvi verbracht hatte, bildete sich Anfang des 20. Jahrhunderts eine Künstlerkolonie am Ufer des Sees. In Tuusula lebten die Kunstmaler Pekka Halonen und Eero Järnefelt, während sich Jean Sibelius’ Wohnhaus Ainola ebenso wie die Häuser des Schriftstellers Juhani Aho sowie des Komponisten Joonas Kokkonen in Järvenpää befanden, das damals noch zu Tuusula gehörte.
Am 7. November 2007 erschoss ein 18-jähriger Gymnasiast bei einem Amoklauf an seiner Schule in Jokela acht Menschen und anschließend sich selbst (siehe Amoklauf von Jokela).

## Bevölkerung
Tuusula hat dank seiner Lage im Speckgürtel Helsinkis eine positive Bevölkerungsbilanz (Stand 2015). So hat sich die Einwohnerzahl seit 1970 mehr als verdoppelt, in den Jahren 2000 bis 2009 hat die Einwohnerzahl im Schnitt um 560 Menschen pro Jahr zugenommen. Im Jahr 2014 stieg sie nur noch um 73 Menschen.
Fast alle Einwohner Tuusulas sind finnischsprachig, nur 2 % sprechen Schwedisch als Muttersprache. Somit ist Tuusula offiziell einsprachig finnisch.

## Politik

### Verwaltung
Die stärkste politische Kraft in Tuusula ist die konservative Nationale Sammlungspartei. Sie kam bei der Kommunalwahl 2008 auf fast ein Drittel der Stimmen und stellt 16 von 51 Abgeordneten im Gemeinderat, der höchsten Entscheidungsinstanz bei lokalen Angelegenheiten. Es folgen die Sozialdemokraten und die lokale Wahlliste „Für Tuusula“ (Tuusulan puolesta) mit jeweils etwas über einem Fünftel der Stimmen und zwölf bzw. elf Sitzen im Gemeinderat. Viertstärkste Kraft ist die Zentrumspartei mit vier Sitzen. Weiterhin im Gemeinderat vertreten sind die Christdemokraten mit vier sowie das Linksbündnis, der Grüne Bund, die rechtspopulistischen „Wahren Finnen“ und die Schwedische Volkspartei mit jeweils einem Abgeordneten.
| Partei                          | Wahlergebnis 2008 | Sitze |
| ------------------------------- | ----------------- | ----- |
| Nationale Sammlungspartei       | 30,0 %            | 16    |
| Sozialdemokraten                | 21,8 %            | 12    |
| Für Tuusula (Tuusulan puolesta) | 21,0 %            | 11    |
| Zentrumspartei                  | 12,2 %            | 04    |
| Christdemokraten                | 03,2 %            | 04    |
| Linksbündnis                    | 03,2 %            | 01    |
| Grüner Bund                     | 03,2 %            | 01    |
| Wahre Finnen                    | 03,0 %            | 01    |
| Schwedische Volkspartei         | 01,2 %            | 01    |

### Wappen
Das Wappen von Tuusula wurde 1952 von Olof Eriksson entworfen. Es zeigt im schräggeteilten Feld oben in Rot ein silbernes Steinschloss, unten in silber einen grünen Lorbeerzweig mit roten Beeren. Das Steinschloss verweist auf den Gutsherrn von Vanhankylä, Nils Stålhana, der im 17. Jahrhundert maßgeblichen Anteil an der Gründung der Kapellengemeinde Tuusula hatte. Der unter dem Namen Niilo Laurinpoika geborene Reitmeister wurde 1641 wegen seiner militärischen Verdienste unter dem Namen Nils Stålhana geadelt. Der Name Stålhana bedeutet auf Schwedisch „Stahlschloss“ und leitet sich von einer Begebenheit im Dreißigjährigen Krieg her, als Laurinpoikas Truppe sich eines Nachts heimlich in ein polnisches Feldlager schlich und die Gegner außer Gefecht setzten, indem sie die Steinschlösser ihrer Waffen sabotierten. Das Lorbeerblatt wiederum verweist auf das Kulturleben in Tuusula mit der Künstlerkolonie am Tuusulanjärvi.

### Gemeindepartnerschaften
Tuusula unterhält Gemeindepartnerschaften mit Sollentuna in Schweden, Oppegård in Norwegen, Hvidovre in Dänemark, dem Landkreis Celle in Deutschland, Augustów in Polen, Vinni in Estland und Winodje in Russland.

## Wirtschaft und Infrastruktur

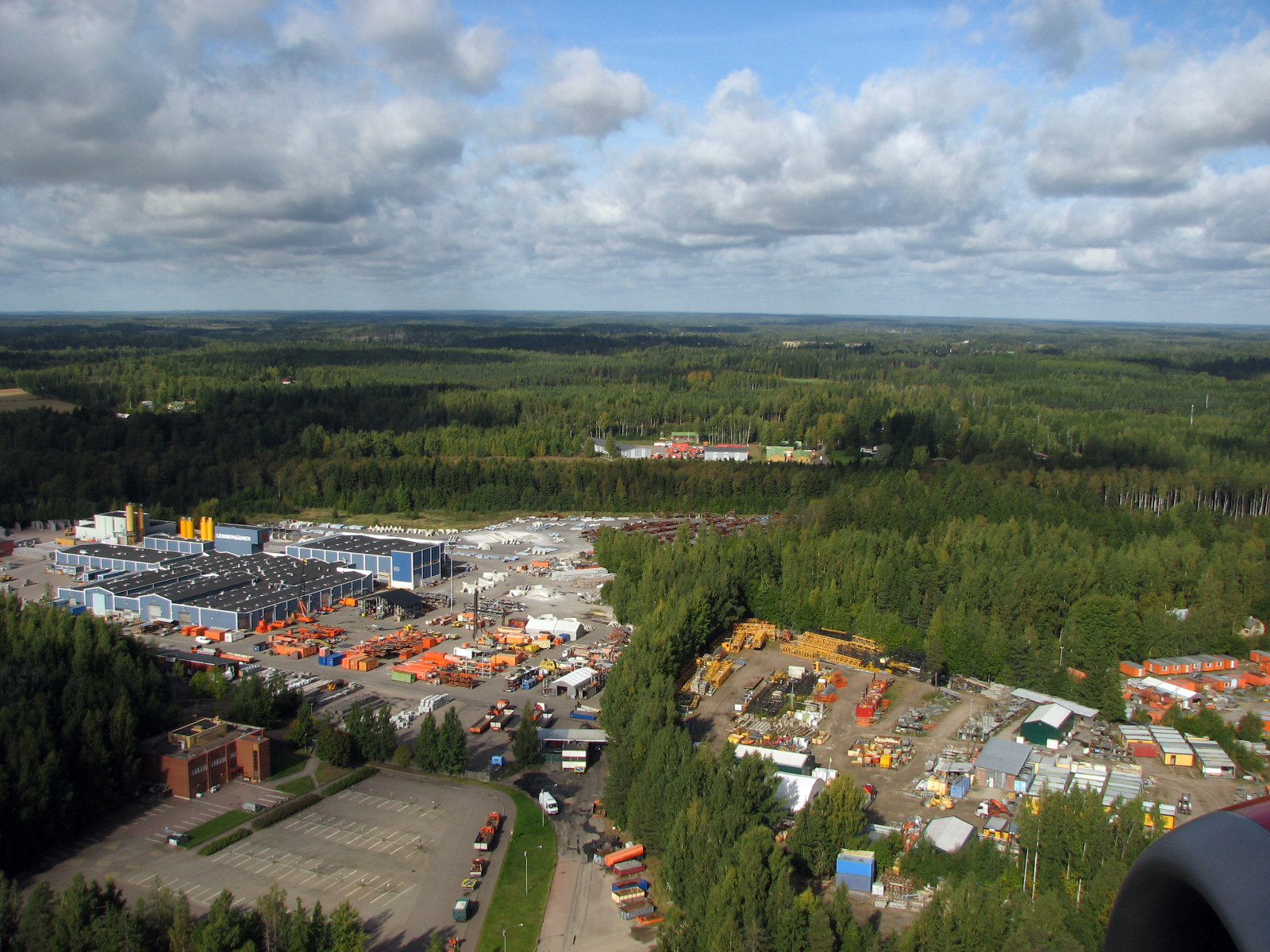
Betonwerk von Lemminkäinen Betonituote Oy in Tuusula

### Wirtschaft
Durch die Nähe zum Wirtschaftsstandort Helsinki ist Tuusula zu einem großen Teil eine Pendlergemeinde. In Tuusula selbst bestehen rund 10.000 Arbeitsplätze, die eine typische städtische Struktur ausweisen. 66 % der Arbeitsplätze gehören dem Dienstleistungssektor an. 31 % der Erwerbstätigen sind in der Industrie, 1,5 % in der Landwirtschaft beschäftigt. Die Arbeitslosenquote liegt mit 3 % (2007) weit unter dem Landesdurchschnitt.

### Verkehr

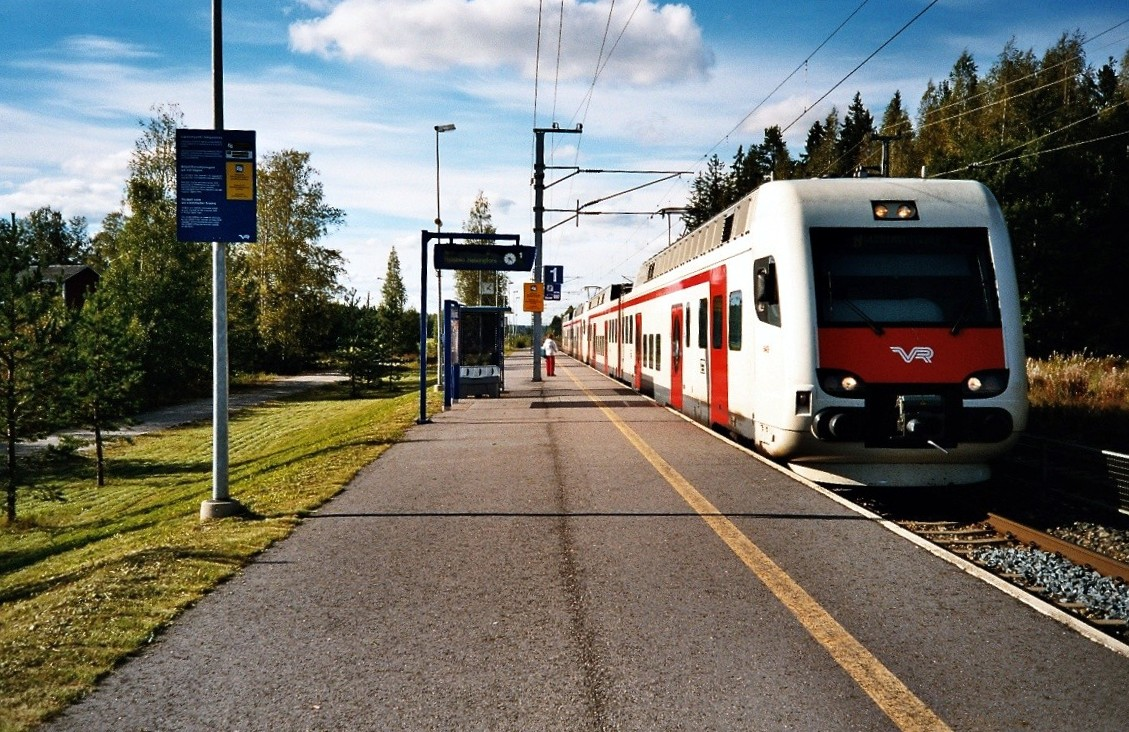
Zug am Bahnhof Nuppulinna

Tuusula ist verkehrstechnisch gut an die Hauptstadt Helsinki angebunden.
Über den Tuusulanväylä genannten autobahnartig ausgebauten Abschnitt der Hauptstraße 45 kann das Zentrum der Hauptstadt in einer halben Stunde erreicht werden.
Der Flughafen Helsinki-Vantaa liegt 15 km südlich von Tuusula.
Die nördlichen Teile der Gemeinde sind an die Stammbahn (die Eisenbahnstrecke Helsinki-Tampere) angebunden. Im Gemeindegebiet von Tuusula befinden sich die Bahnhöfe Jokela und Nuppulinna. Die Zügen des Schienennahverkehrs in der Region Helsinki verbinden die Bahnhöfe zu den Hauptverkehrszeiten zweimal stündlich mit dem Hauptbahnhof Helsinki.

## Persönlichkeiten
- Erik Frank (1899–1972), Radrennfahrer
- Inka Kallén (* 1981), Schauspielerin
- Jarkko Niemi (* 1984), Schauspieler
- Eero Saleva (* 1995), Langstreckenläufer
- Tuomas Harjula (* 1998), Biathlet